# Julius Morgenroth

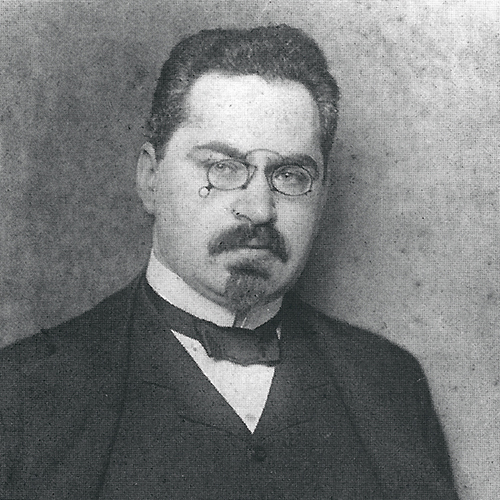
Julius Morgenroth

Julius Morgenroth (geboren 19. Oktober 1871 in Bamberg; gestorben 20. Dezember 1924 in Berlin) war ein deutscher Arzt und Begründer der antibakteriellen Chemotherapie in Deutschland.

## Leben und Werk

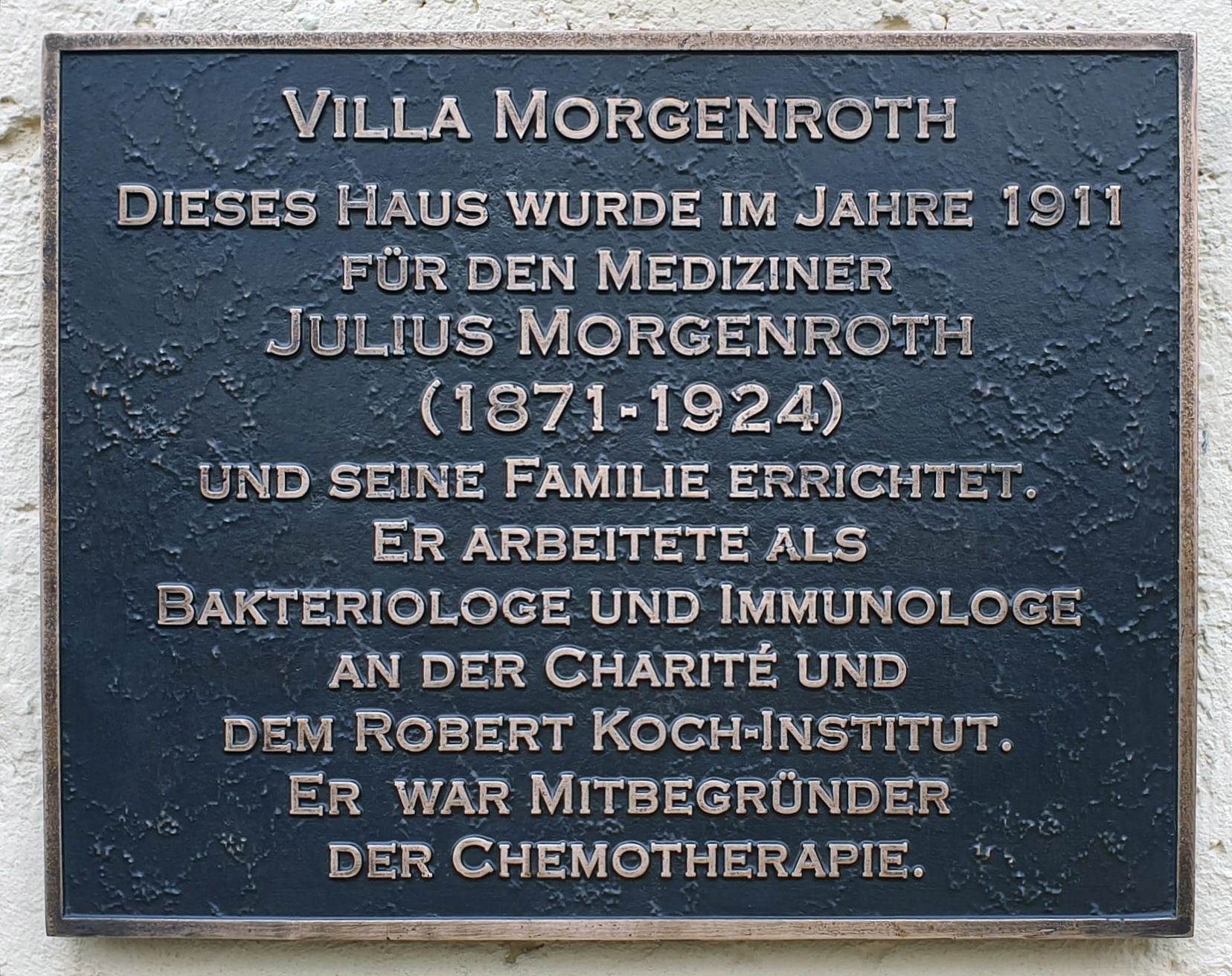
Gedenktafel am Haus, Willdenowstraße 38, in Berlin-Lichterfelde

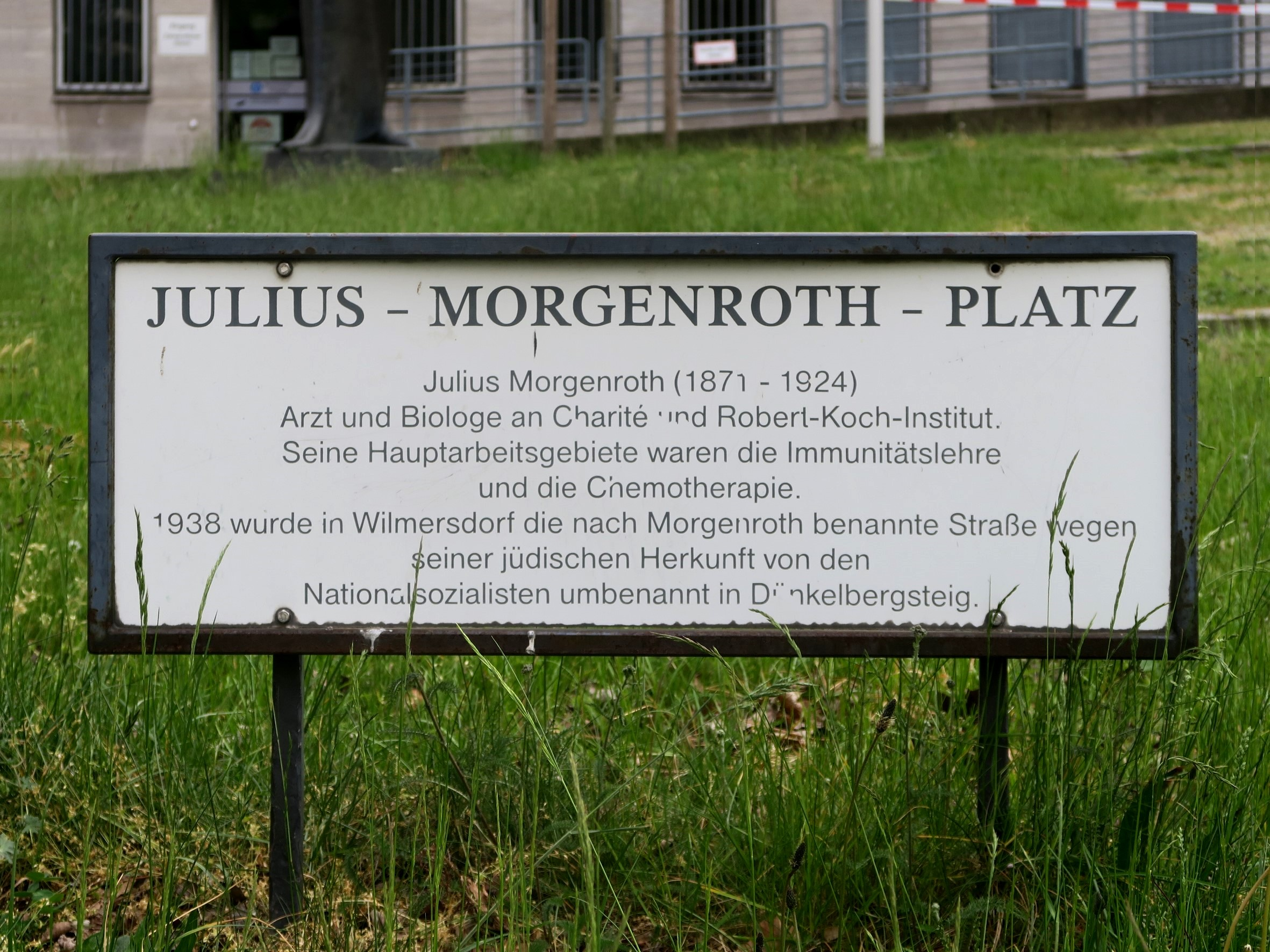
Julius-Morgenroth-Platz, Berlin

Julius Morgenroth, der aus einer jüdischen Familie stammte, studierte Medizin an den Universitäten Freiburg, Würzburg und München, wo er 1896 seinen Doktortitel mit einer Dissertation „Über einen Fall von Purpura Haemorrhagica“ erwarb. Er war dann kurz in Frankfurt/Main tätig, wo ihm der Pathologe und Anatomie-Professor Carl Weigert sowie der Neurologe Ludwig Edinger wichtige Kenntnisse vermittelten.
1897 ging Morgenroth nach Berlin, wo er im „Institut für Serumforschung und Serumprüfung“ Assistent des Serologen Paul Ehrlich wurde. Von 1899 bis 1905 arbeitete Morgenroth dann in dem von Ehrlich gegründeten und geleiteten Frankfurter „Institut für experimentelle Therapie“ (später Paul-Ehrlich-Institut). Nach einem kurzen Studienaufenthalt an der Zoologischen Station Neapel war er von 1905 bis 1919 am Pathologischen Institut der Charité in Berlin tätig, deren Bakteriologische Abteilung er schließlich leitete. Anschließend übernahm er die neueingerichtete Abteilung für Chemotherapie des Berliner Instituts für Infektionskrankheiten (heute „Robert Koch-Institut“). Morgenroth lehrte daneben als ao. Professor an der Friedrich-Wilhelms-Universität.
Heute ist Morgenroth vor allem bekannt für die von ihm mitentwickelte Immunitätslehre sowie die Chemotherapie, als deren Mitbegründer er gilt. Er erkannte, dass bakterielle Infektionen mit Hilfe der Chemotherapie heilbar sind. Im Verlauf dieser Forschungen fand Morgenroth im Chininderivat Optochin ein hochwirksames chemotherapeutisches Medikament gegen Pneumokokken. Weiter sind seine Forschungen zu bakteriellen Erregern der Wundinfektionskrankheiten (Streptokokken, Staphylokokken, Gasbrandbazillen) bedeutend. Hier leistete Morgenroth, insbesondere während des Ersten Weltkrieges, Grundlegendes. Er fand in Abkömmlingen des Chinins Präparate, die eine innere Desinfektion bewirken. Zur örtlichen chirurgischen Wunddesinfektion entwickelte er die Akridinverbindung „Rivanol“.
Morgenrot war verheiratet mit Gertrud Bejach (1884–1966), sie hatten zwei Kinder. Nach Morgenroths frühem Tod heiratete sie dessen Kollegen und Vertrauten Ulrich Friedemann, der für ihre Kinder wie ein älterer Bruder war.

## Auszeichnungen
- Ernennung zum Geheimen Medizinalrat.
- Aronson-Preis 1922.[1]

## Ehrungen
In Berlin-Schmargendorf wurde am 23. November 1931 die Morgenrothstraße nach ihm benannt. Sie wurde wegen Morgenroths jüdischer Herkunft von den Nationalsozialisten 1938 in Dünkelbergsteig umbenannt. Der vorher namenlose Platz am Hohenzollerndamm vor dem Bürgeramt/Ordnungsamt von Berlin-Wilmersdorf erhielt am 2. September 1996 den Namen Julius-Morgenroth-Platz.
Am 15. November 2021 wurde an seinem ehemaligen Wohnort am Botanischen Garten in Berlin-Lichterfelde, Willdenowstraße 38, eine Gedenktafel für ihn enthüllt.

## Publikationen (Auswahl)
- Über e. Fall v. Purpura haemorrhagica, Diss. München 1896;
- Über d. Beeinflussung d. experimentellen Trypanosomeninfektion durch Chinin, in: SB d. Preuß. Ak. d. Wiss., 1910, 2. Halbbd., S. 732–48 (mit L. Halberstädter);
- Über d. Beeinflussung d. experimentellen Trypanosomeninfektion durch Chinin u. Chininderivate, ebd., 1911, 1. Halbbd., S. 30–37 (mit dems.);
- Ueber d. Heilwirkung v. Chininderivaten b. experimenteller Trypanosominfektion, in: Berliner klin. Wschr. 48, 1911, S. 1558–60 (mit dems.);
- Chemotherapie d. Pneumokokkeninfektion, ebd. 48, 1911, S. 1560 f., 1979–83 (mit R. Levy);
- Ueber d. Wirkung d. China-Alkaloide auf d. Cornea, ebd. 49, 1912, S. 2183–85 (mit S. Ginsberg);
- Die experimentelle Chemotherapie u. d. Problem d. inneren Desinfektion b. bakteriellen Infektionen, in: Die Naturwiss. 1, 1913, S. 609–15;
- Die Begründung d. experimentellen Chemotherapie durch Paul Ehrlich, ebd. 2, 1914, S. 251–58;
- Neuere Fortschritte u. Fragen d. Chemotherapie, ebd. 12, 1924, S. 219–30.